# Лип (Кёнигсберг)
Лип (нем. Liep) был восточным районом Кёнигсберга (Пруссия) на Новом Прегеле (Липца). Он был расположен к югу от аэропорта Девау и к юго-востоку от Кальтхофа.

## Название
Название происходит от прусского lipe, leipo.

## История
В орденские времена Лип был небольшой рыбацкой деревней. Это место упоминается в 1338 году как Lipa, в 1446 году как Lieppe, в 1785 как Liepe, и только с 1802 года устанавливается единое название — Лип. Лип принадлежал к приходу Лёбенихта. В Лип пригоняли деревянные плоты из Мемеля по Куршскому заливу и Дейме. На окраине Липа плоты складировались для целлюлозной фабрики, которую создали крупные торговцы и банкиры Кёнигсберга. Место оказалось благоприятным для поставок древесины, но не для поставки угля и для вывоза готовой продукции. Поэтому в 1906-07 годах был основан в районе Коссе Norddeutsche Zellulose AG. Оба завода экспортировали продукцию в Англию.
В 1913 году в Липе была построена одна из трёх основных насосных станций для городских сточных вод. К концу 19-го века фекалии города собирались два раза в неделю повозками и разбрасывались на полях недалеко от города. С 1904 года 30-километровая частично открытая канализация была проложена до Фишхаузена.
В 1905 году Лип был включен в состав города Кёнигсберг. После прокладки железной дороги, Лип стал привлекательным как новый жилой комплекс.